# All FM

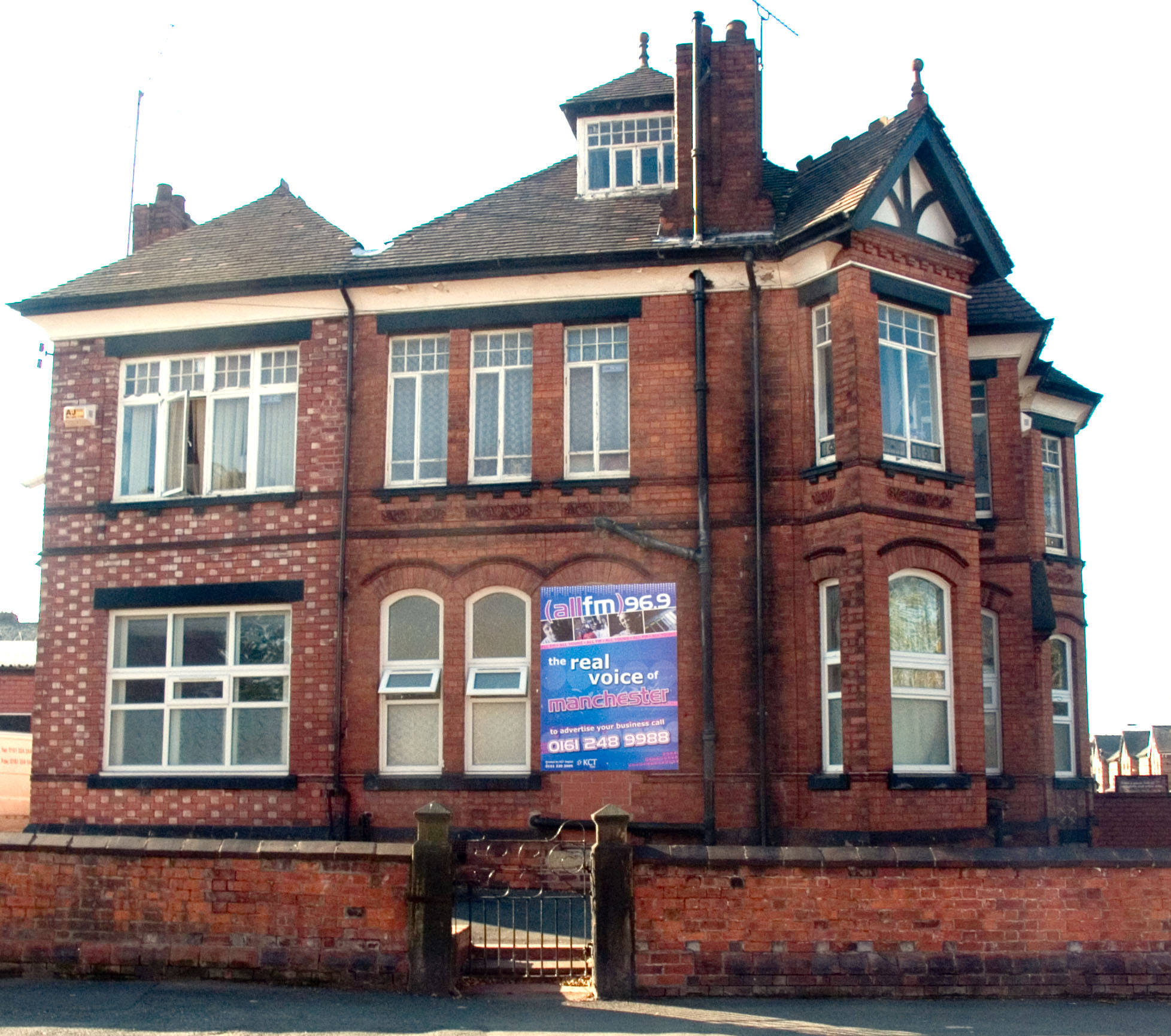
Maison de la station All FM (Levenshulme, Manchester, Angleterre).

All FM est une station de radio libre qui dessert le sud, le centre et l'est de Manchester. Elle est située dans la banlieue de la ville, à Levenshulme. La station est gérée par quelques salariés et des bénévoles des environs.